# Frank Dragtenstein

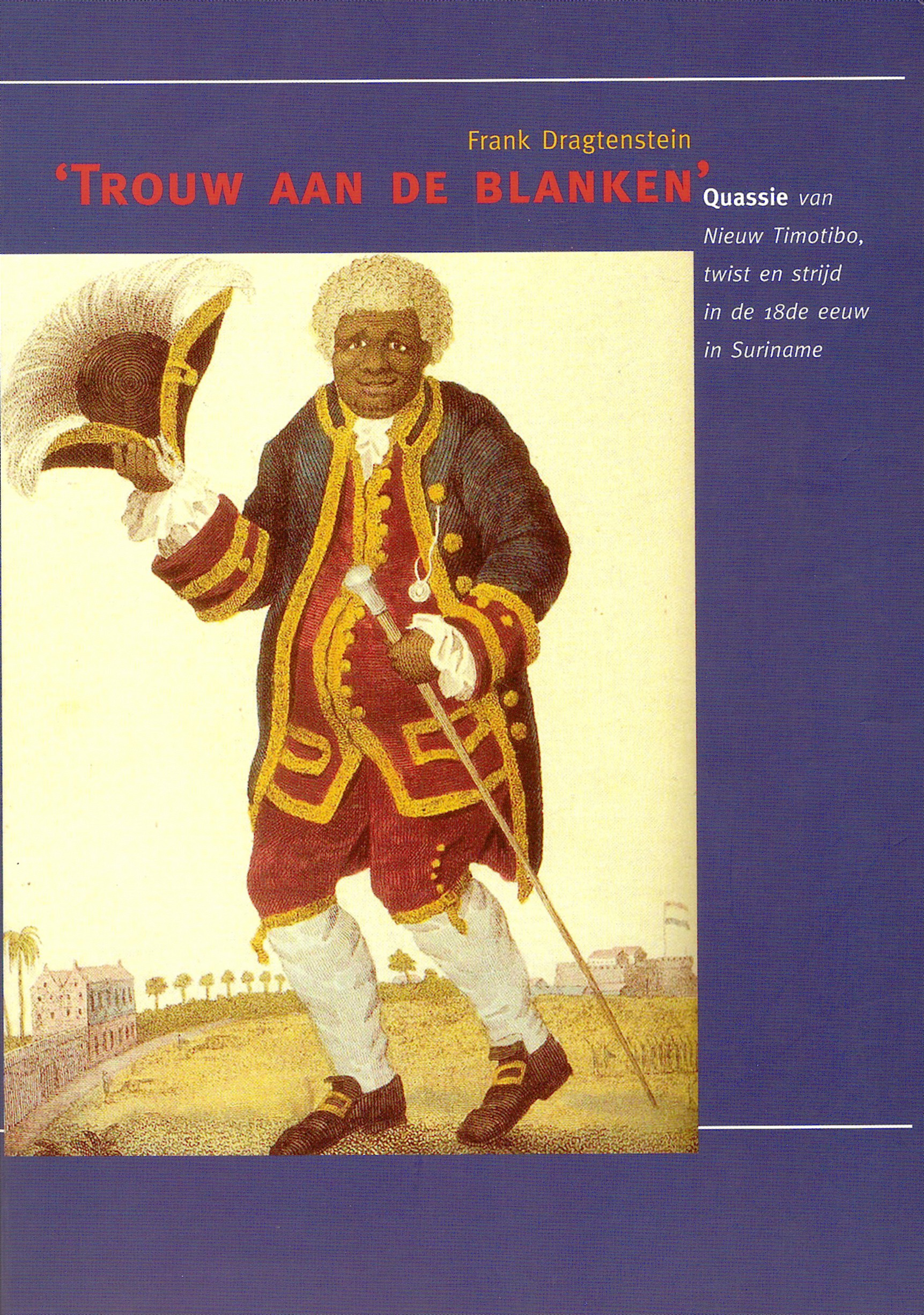
Portada del libro de Dragtenstein sobre Quassie van Timotibo.

Frank Rudolf Dragtenstein (Paramaribo, 9 de septiembre de 1949) es un historiador y estudioso de Surinam. 
Dragtenstein estudió  profesorado en la Escuela de Formación (Kweekschool) en Paramaribo y en la Academia Municipal Pedagógica en Ámsterdam. Después de estudiar Historia en la Escuela de Lengua y Literatura en La Haya, fue profesor de historia en la Fundación Conservatorio de Róterdam. Dragtenstein estudió Historia de la Expansión Exterior / Historia Colonial en la Universidad de Leiden y en la Universidad de Utrecht. Entre 1990 y 1993 fue miembro del consejo de la Fundación Instituto para el Avance de los Estudios de Surinam. Desde 2001 hasta el 1 de agosto de 2012 fue investigador en el Instituto Nacional de la Esclavitud y la herencia holandesa (NiNsee) en Ámsterdam. 
Dragtenstein se especializa en la historia de la esclavitud en Surinam, el cimarronaje y la historia de los africanos en la diáspora. Se graduó en el 2002 en la Universidad de Utrecht con la tesis "La audacia insoportable de los fugitivos;  cimarronaje en la política colonial en Surinam, 1667-1768". Junto con Okke ten Hove fue coautor del libro "Misiones Manu en Surinam, 1832-1863" (1997). En el año 2004 publica ""Fiel a los blancos", Quassie Nueva Timotibo, los conflictos y la lucha en el siglo 18 en Surinam". En 2009 publicó "Todos por la Paz", las letras de la banda de Boston entre 1757 y 1763".